# Ditshegwane
Ditshegwane é uma vila localizada no distrito Kweneng em Botswana. Possuía, em 2011, uma população estimada de 2 114 habitantes.